# 阿都拉迪夫阿末
阿都拉迪夫阿末（1958年7月9日—），马来西亚政治人物，为前巫统党员。自1995年马来西亚大选以来代表国民阵线当选为柔佛丰盛港的国会议员。2018年马来西亚第十四届大选，他以土團黨黨員继续连任该议席。他曾经担任国防部、人力资源部和卫生部的副部长，也是前兴楼州议员和巫统中央委员。